# Hans Philip Lybecker den äldre
Hans Philip Lybecker d.ä., född 5 september 1608 i Alt- Lenningen i Braunschweig, död 1671 eller 1672 i Falun, var en ämbetsman inom det svenska bergsbruket, borgmästare och riksdagsman. Han var äldre bror till militären Georg Henrik Lybecker.

## Biografi
Hans Philip Lybecker var page hos greven av Oberstein, när fadern, Otto Henric Lybecker, inkallade honom till Sverige år 1622. Fadern hade själv inkallats till Sverige för sina kunskaper i koppar- och blyverk och hade med Hans Philips mor flyttat redan 1619 till Lövåsens silvergruva. I Sverige blev Hans Philip Lybecker 1630 inspektor över Garpenbergs koppargruvor och bruk. Efter tre år avancerade han till bergsskrivare vid Salberget och bergmästare över alla järnbruk i Sverige. 
Han knöts till Bergskollegium 1637 som skrivare, och sändes omedelbart med Erik Fleming till Lappland för att undersöka förutsättningarna att bedriva bergsbruk där, blev på hösten samma år den förste att tillträda Tionde bergmästardömet av Västerbotten och Piteå silververk (Nasafjällsgruvan), vars silverfyndigheter nyligen hade påträffats. Han var då bosatt i Piteå. I den egenskapen gjorde han en hemställan om att en kyrka skulle uppföras i Arjeplog som skulle utgöra ett eget pastorat, samt om en präst till gruvan för predikan "för dee wåre och Cronones lapper, som liggia om sommaren omkring grufvan såsom ock för folket, som der arbeta". Arjeplogs kyrka stod klar 1641.  Vid sidan av bergmästare var han från 1640 underbergmästare i bergsamtet. År 1644 kom hans bergmästardöme att även innefatta Stora Kopparberget, och han kvarblev samtidigt i Norrland till 1647. Han var parallellt med detta åren 1647–1668 borgmästare i Falun, och kom därför att representera Falun vid riksdagen 1650. Bergmästardömet innefattade åren 1650 till 1657 Nya Kopparberget. Han hade vid sidan av detta uppdrag som sändebud till Sveg efter freden i Brömsebro att meddela att landskapet blivit svenskt.
Han fortsatte som bergmästare till 1668 när han blev extra ordinarie assessor vid Bergskollegium, en tjänst som blev ordinarie året därefter. Han avled efter två år på den posten.
Lybecker skrev en berättelse om gruvan i Stora Kopparberg och flera andra dokument vilka är värdefulla som källmaterial för lokalhistorien i de områden han verkade.
Hans första hustru var dotter till bruksförvaltaren i Garpenberg, Otto Henrik Schmidt som uppges ha varit adlig. Paret skilde sig, och 1642 gifte Lybecker om sig med Brita Haraldsdotter, som var dotter till en Harald Olofsson som var den förste bergmästaren i tredje bergmästardömet (Nya Kopparberg och Hällefors, m.fl.). Hennes mor hette Anna Diedriksdotter. De fick en son, bergsrådet Harald Lybecker, som adlades. I första äktenskapet föddes Otto Lybecker som blev bergmästare i Nya Kopparberg efter fadern.